# Педопенна
Педопенна (Pedopenna від лат. pes penna — «нога» і «перо, крило») — рід дрібних оперених динозаврів з відкладень Даохугоу в Китаї. Не можна виключити того, що він древніший за археоптерикса, хоча датування відкладень Даохугоу залишається спірним. Деякі підрахунки дають ранньокрейдяний вік (барреміан, близько 140,2-145,5 млн років тому), але останні радіометричні датування вказують на середину юри (келловей, близько 164–161 млн років тому). Нині датування формування є спірним і визначається між 168–140 млн років тому.
Свою родову назву Pedopenna дістала через довге контурне пір'я на метатарзусі; видова назва daohugouensis пов'язана з назвою місцезнаходження, в якому був виявлений голотип. Можливий прижиттєвий розмір Pedopenna daohugouensis становив близько 1 м або менш в довжину, але оскільки цей вид відомий тільки по задніх ногах, дійсну довжину визначити важко. Педопенну розглядають як близького до птахів динозавра з групи Paraves, що включає птахів і їх найближчих родичів серед манірапторів.
Ноги педопенни нагадують такі споріднених їй троодонтид і дромеозаврид (які разом утворюють групу дейнонихозаврів), але в цілому примітивніші. Зокрема, другий палець Pedopenna не так спеціалізований, як у дейнонихозаврів. Хоча він злегка укорочений і має збільшений кіготь, він не так сильно розвинений і викривлений, як серпоподібні кігті її родичів.
Автори опису, що дотримуються думки про середньо або верхньо-юрський вік відкладень Даохугоу, вважають, що виявлення на території сучасного Китаю примітивного родича птахів разом зі знахідками інших птахоподібних динозаврів може свідчити про те, що предки птахів мешкали в Азії.